# 姜建亨
姜建亨，來自台灣，钜亨国际金融集团创始人兼总裁，深圳钜亨股权投资基金有限公司总裁。曾担任美国洛杉矶艾爾蒙地市政经济开发顾问。
2008年，创立钜亨资产管理有限公司（Magnate Capital Management Ltd）。2014年，姜建亨联合美国好莱坞电影投资银行，共同设立P&A 好莱坞电影宣发基金。2016年，媒体連訪「台版华尔街之狼」。2017年，姜建亨参与《变形金刚5》海外投资。2021年，姜建亨遭到投資人提告，士林地檢署以姜未到案說明對姜發布通緝。姜至目前未有入境，全案投資人不服於2023年聲請再議，高檢署發回士林地檢署偵辦中。
2023年，香港证监会将钜亨国际金融集团列入无牌公司及可疑网站名单。
深圳钜亨股权投资基金有限公司因提供虚假或存在误导性陈述、重大遗漏的信息被中国证券投资基金业协会列入为不予登记的申请机构